# Mary Treat
Mary Treat (teljes nevén: Mary Adelia Davis Treat) (Trumansburg, New York, 1830. szeptember 7. − Pembroke, New York, 1923. április 11.) természettudós, Charles Darwin levelezőpartnere. Treat felfedezéseivel a botanikához és a rovartanhoz is hozzájárult – hat növény- és állatfajt neveztek el róla, köztük egy amarilliszfajt, a Zephyranthes treatae-t, egy tölgyfagiliszta darazsat Bellonocnema treatae-t és három hangyafajt, az Aphaenogaster mariae-t, az Aphaenogaster treatae-t és a Dolichoderus mariae-t.

## Ifjúsága
Mary Davis a New York állambeli Trumansburgban, középosztálybeli családban született. Kilencéves korában családjával Ohioba költözött, ahol állami és magán leányiskolákba járt. 1863-ban feleségül ment Dr. Joseph Burrell Treathez, egy abolicionista professzorhoz; Iowában éltek, majd 1868-ban a New Jersey állambeli Vinelandbe költöztek.

## Pályafutása
Miután New Jerseybe költözött, komolyabban folytatta tudományos tanulmányait, és férjével együtt dolgozott entomológiai cikkeken és kutatásokon. 39 éves korában Treat első tudományos cikke egy jegyzet volt, amelyet a The American Entomologist című folyóiratban tett közzé. 28 év alatt 76 tudományos és népszerű cikket, valamint öt könyvet írt. Kutatásai a rovartanról gyorsan átterjedtek az ornitológiára és a botanikára, részletesen ismertetve a déli New Jersey régió, különösen  Pine Barrens madár- és növényvilágát. 1874-ben, a férjétől való különválását követően Treat úgy tartotta fenn magát, hogy népszerű tudományos cikkeket publikált olyan folyóiratokban, mint a Harper's és a Queen. 1870-től kezdve népszerű természettudományos írásokat publikált a Garden and Forest, Hearth and Home, Harper's és Lippincott's című lapokban.
Az eredetileg 1882-ben megjelent Injurious Insects of the Farm and Field (A gazdaságot és a mezőt károsító rovarok ) című könyvét ötször nyomtatták újra. Növényeket és rovarokat gyűjtött más kutatók számára is, akik közül az egyik a kiváló harvardi botanikus, Asa Gray volt. Gray révén ismerkedett meg Charles Darwinnal. Treat nemcsak Darwinnal és Grayvel levelezett botanikai és rovartani témában, hanem Auguste Forellel és Gustav Mayrral is. 1876 és 1878 között többször is Floridába utazott, hogy ott vizsgálja a rovarevő növényeket. Az egyik ilyen útja során fedezte fel a Zephyranthes treatae nevű liliomot (amelyet Sereno Watson róla nevezett el), és felfedezte, hogy egy másik liliom nem halt ki.
A rovartan területén tett hozzájárulásáért Samuel Hubbard Scudder a Cambridge-i Entomológiai Társaság tagjává nevezte ki Treatet.

## Kapcsolata Charles Darwinnal
Az első feljegyzett levélváltás Treat és Darwin között 1871. december 20-án keletkezett, amelyben Treat leírja a Drosera tevékenységét. Treat és Darwin  levelezése öt éven át tartott, körülbelül abban az időszakban, amikor Darwin a húsevő növényekkel kapcsolatos kutatásait folytatta, majd publikálta. Levelezésükben túlnyomórészt ezeket a növényeket tárgyalják (bár nem ez az egyetlen téma, a lepkék nemének szabályozásáról is beszéltek), és Treat nyíltan kritizálta Darwin hipotéziseit. Az egyik figyelemre méltó levélváltás a hólyagfű növényről, az Utricularia clandestina-ról szólt.

### Az Utricularia aurea csapdái
Darwin cambridge-i tanára és mentora, John Stevens Henslow tisztában volt az Utricularia (hólyagfű) növények morfológiájával, de nem értette csapdáik működési mechanizmusát.  Darwin tévesen arra a következtetésre jutott, hogy az állatok úgy jutottak be a csapdákba, hogy a fejüket a résszerű nyíláson átpréselték, a fejük pedig ékként szolgált. Egy Treatnek írt levelében közölte vele, hogy ez a téma szinte már „félőrületbe kergette”. Treat mélyen belefeledkezett ebbe a problémába, és intenzíven kutatott a megoldás után.  A növény csapdaszervének hosszú órákon át tartó mikroszkóp alatti  megfigyelése során rájött, hogy a csapda bejárata körüli szőrszálak érzékenyek, és részei annak a folyamatnak, amelynek során az Utricularia-csapdák kinyílnak, ezzel új ismeretekkel járult hozzá az e csapdákkal fogott mikroszkopikus állati zsákmányok köréhez és az emésztési folyamatokhoz, amelyeknek alávetik őket.  Treat úgy írta le, hogy "ezek a kis hólyagok... valójában olyanok, mint sok kis gyomor, megemésztik és asszimilálják az állati táplálékot." Darwint annyira lenyűgözte Treatnek a húsevő növényekkel kapcsolatos munkája, hogy mind a főszövegben, mind lábjegyzetekben hivatkozott rá az Insectivorous Plants (1875) című kiadványában.
Azzal, hogy nyilvánosan idézte  Treat tudományos munkásságát, Darwin legitimálta tudós szerepét, bár ez Treat életrajzírói körében nem teljesen nyilvánvaló.  Az internet megjelenésével Treat és Darwin levelezését részletesebben elemezték.

## Hagyatéka
- A legjobb archívum Treat életéről a Vineland Történelmi és Antikvárius Társaságnál található.[13] Emellett megjelent az első teljes hosszúságú, végleges életrajz Treatről, a Mary Treat: A Biography by Deborah Boerner Ein, 2022-ben.
- A Harvard Egyetem herbáriumában Treat Asa Gray-nek küldött példányaiból és eredeti levelezésük példáiból van egy válogatás,[14] az eredeti levelek pedig nagyrészt a The Darwin Correspondence Projecten keresztül és a Cambridge-i Egyetemi Könyvtárban tekinthetők meg.
- Az Aphaenogaster treatae hangyát Auguste Forel svájci entomológus nevezte el Treatről, a Floridában és New Jerseyben felfedezett hangyaminták tiszteletére,[3] Gustav Mayr osztrák entomológus pedig egy tölgyfagyökér-gyökérgubacsdarazsat (cynipidát) nevezett el Treat tiszteletére Belonocnema treatae-nek, miután felfedezte egy virginiai tölgyfán Floridában.[3]
- Mary Treat fiktív módon lett az egyik főszereplője Barbara Kingsolver amerikai írónő 2018-ban megjelent Unsheltered című történelmi regényének, amely szabadabban ábrázolja Treatet és a 19. századi Vinelandet, New Jersey államban.[15]

## Művei
Treat számos műve a rovarok és madarak megfigyeléseit részletezte a népszerű közönség számára is érthető stílusban.
- Chapters on Ants (Fejezetek a hangyákról) 1879
- Injurious Insects of the Farm and Garden (Káros rovarok a gazdaságban és a kertben) 1882
- Home Studies in Nature (Otthoni tanulmányok a természetről) 1885
- Through a Microscope (Mikroszkópon keresztül) 1886
- My Garden Pets (Kerti háziállataim) 1887

Asa Gray: His Life and Work (Élete és munkássága) 1890

## Fordítás
- Ez a szócikk részben vagy egészben  a   Mary Treat című angol Wikipédia-szócikk ezen változatának fordításán alapul.  Az eredeti cikk szerkesztőit annak laptörténete sorolja fel. Ez a jelzés csupán a megfogalmazás eredetét és a szerzői jogokat jelzi, nem szolgál a cikkben szereplő információk forrásmegjelöléseként.